# Danionidae
Данієві (Danionidae) — родина прісноводних риб ряду коропоподібних. Це багата на види й широко розповсюджена група дрібних риб, що живуть у прісноводних середовищах існування. Серед них є багато популярних акваріумних видів риб.

## Поширення
Представники родини Danionidae мешкають в Африці та в Південній і Південно-Східної Азії, в тому числі на островах Філіппін та Індонезії, у Китаї. Один із видів (Barilius mesopotamicus) зустрічається на Близькому Сході. Більшість видів живе на Індійському субконтиненті і в Південно-Східній Азії. Є види, які водяться тільки в спокійних річках і ставках, є, які живуть в озерах або річках.

## Опис
Це дрібні риби, розмір яких не перевищує 10 см завдовжки, а часто зустрічаються й розміром у 2-3 см. Відрізняються від інших короповидних розташуванням органів бічної лінії. Вона в них зігнута вниз і простягається до хвостового плавця нижче середини тіла. Рот спрямований трохи догори. Спинний плавець сидить на рівні черевних плавців. Анальний плавець короткий, має від 5 до 17 променів. Більшість видів не має вусиків.

## Систематика
Угруповання, еквівалентне Danionidae, раніше було відоме як підродина коропових (Cyprinidae) Danioninae або Rasborinae. Систематика коропоподібних й особливо колишньої родини коропових на початку XXI ст. зазнала значних змін. Таксони, які належали до родини Cyprinidae, разом із представниками родини Psilorhynchidae тепер утворюють підряд короповидних (Cyprinoidei), що поділяється на 12 родин. При цьому ранг більшості колишніх підродин коропових був підвищений до рівня родини, були виділені й нові родини. Це стосується й колишньої підродини Danioninae (Rasborinae). Її члени утворювали різноманітну групу, зв'язки між членами якої були погано вивчені. Традиційно до складу Danioninae зараховувались таксони, які важко віднести до інших підродин. Тому не дивно, що підрозділ за результатами різних філогенетичних аналізів був визнаний поліфілетичним.
Інтерес до цієї групи посилився після вибору Danio rerio одним із найважливіших модельних видів у біології. 1993 року з'явилися перші дослідження філогенетичних зв'язків Danio. Надалі збільшилась кількість філогенетичних аналізів цієї групи риб, значно покращилось розуміння взаємозв'язків у ній. Молекулярні дослідження показали, що види, які традиційно були включалися до складу підродини Danioninae, не є монофілетичною групою. Вони поділяються принаймні на дві різні за походженням гілки.
Одна з них, що включає роди Opsariichthys, Candidia, Zacco, Aphocypris та інші, виявилася більш тісно пов'язаною з колишньою підродиною коропових Cultrinae, ніж з рештою Danioninae. Ця група спочатку була виділена в окрему підродину Opsariichthyinae, а згодом була об'єднана з представниками підродин Cultrinae, Hypophthalmichthyinae, Squaliobarbinae та Xenocyprinae в складі нової родини Xenocyprididae. Зі складу Danioninae були також виключені роди Leptobarbus, Sundadanio, Fangfangia та Tanichthys, які утворили нові родини Leptobarbidae, Sundadanionidae та Tanichthyidae. Роди Gobiocypris і Pseudorasbora були перенесені до складу родини Gobionidae.
Решта представників колишньої підродини Danionidae, а це більшість родів, були визначені монофілетичною групою. Вони утворили нову родину Danionidae, що складається з трьох основних клад, визнаних підродинами: Danioninae, Rasborinae та Chedrinae (раніше триби Danionini, Rasborini та Chedrini), які також є монофілетичними. 2018 року була утворена ще одна, нова підродина для роду Esomus, були визначені її діагностичні ознаки.

## Класифікація
- Підродина Chedrinae  Bleeker, 1863
  - Barilius  Hamilton, 1822
  - Bengala  Gray, 1834
  - Cabdio  Hamilton, 1822
  - Chelaethiops  Boulenger, 1899
  - Engraulicypris  Günther, 1894
  - Leptocypris  Boulenger, 1900
  - Luciosoma  Bleeker, 1855
  - Malayochela  Bănărescu, 1968
  - Mesobola  Howes, 1984
  - Nematabramis  Boulenger, 1894
  - Neobola  Vinciguerra, 1895
  - Opsaridium  Peters, 1854
  - Opsarius  McClelland, 1839
  - Raiamas  Jordan, 1919
  - Rastrineobola  Fowler, 1936
  - Salmostoma  Swainson, 1839
  - Securicula  Günther, 1868
  - Thryssocypris  Roberts & Kottelat, 1984
- Підродина Danioninae  Bleeker, 1863
  - Betadevario  Pramod, Fang, Rema Devi, Liao, Indra, Jameela Beevi & Kullander, 2010
  - Chela  Hamilton, 1822
  - Danio  Hamilton, 1822
  - Danionella  Roberts, 1986
  - Devario  Heckel, 1843
  - Inlecypris  Howes, 1980
  - Laubuca  Bleeker, 1860
  - Microdevario  Fang, Norén, Liao, Källersjö & Kullander, 2009
  - Microrasbora  Annandale, 1918
  - Neochela  Silas, 1958
- Підродина Esominae  Tan & Armbruster, 2018
  - Esomus  Swainson, 1839
- Підродина Rasborinae  Günther, 1868
  - Amblypharyngodon  Bleeker, 1860
  - Boraras  Kottelat & Vidthayanon, 1993
  - Brevibora  Liao, Kullander & Fang, 2010
  - Horadandia  Deraniyagala, 1943
  - Kottelatia  Liao, Kullander & Fang, 2010
  - Pectenocypris  Kottelat, 1982
  - Rasbora  Bleeker, 1859
  - Rasboroides  Brittan, 1954
  - Rasbosoma  Liao, Kullander & Fang, 2010
  - Trigonopoma  Liao, Kullander & Fang, 2010
  - Trigonostigma  Kottelat & Witte, 1999

На початок 2024 року родина включала 39 родів і 365 видів риб.

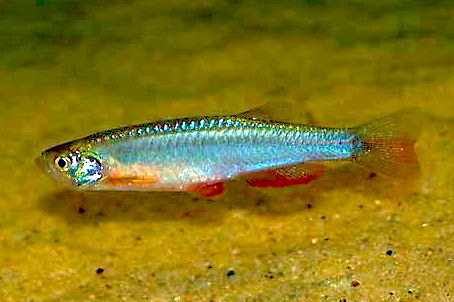
Danio albolineatus
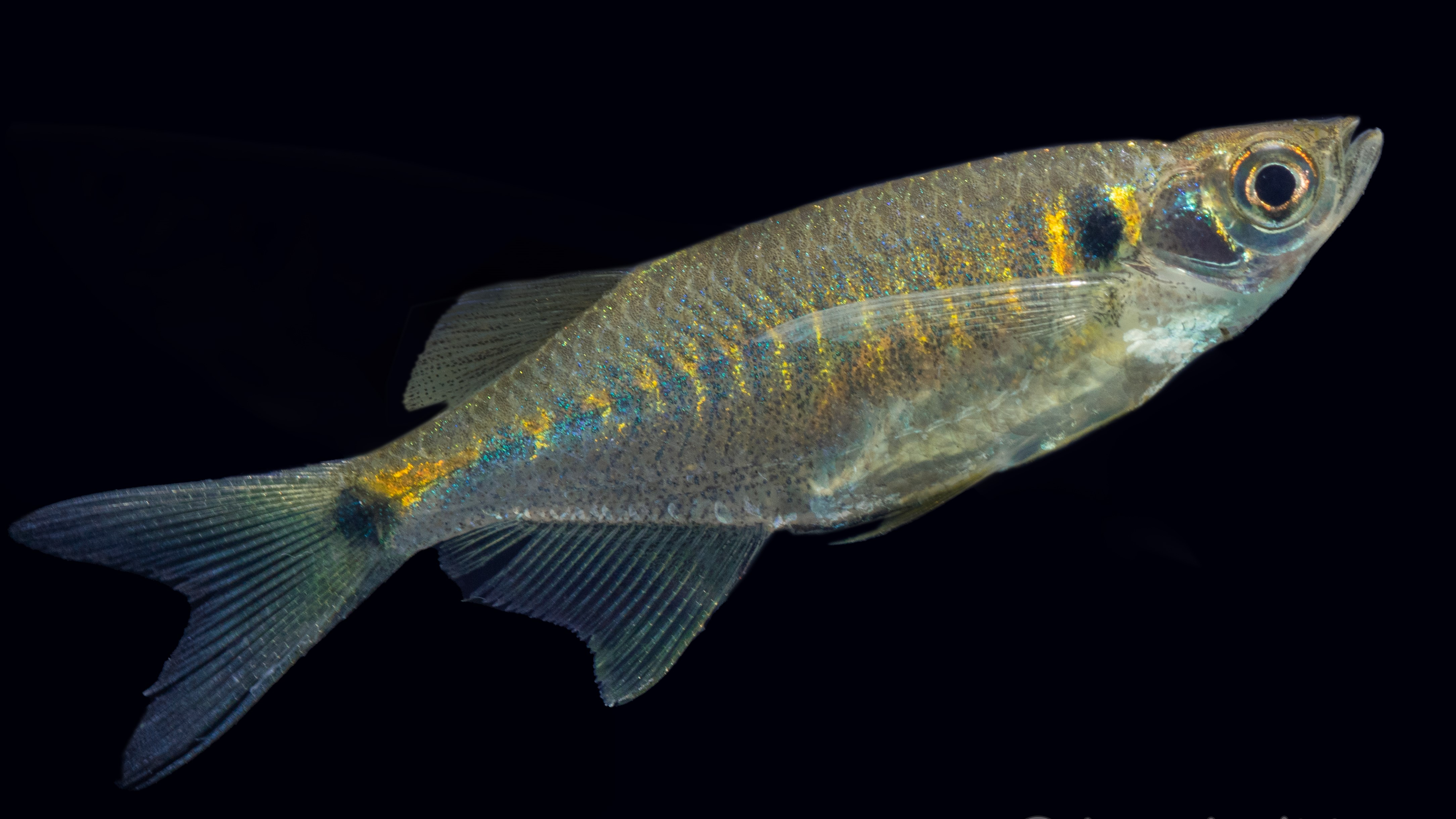
Laubuka laubuca
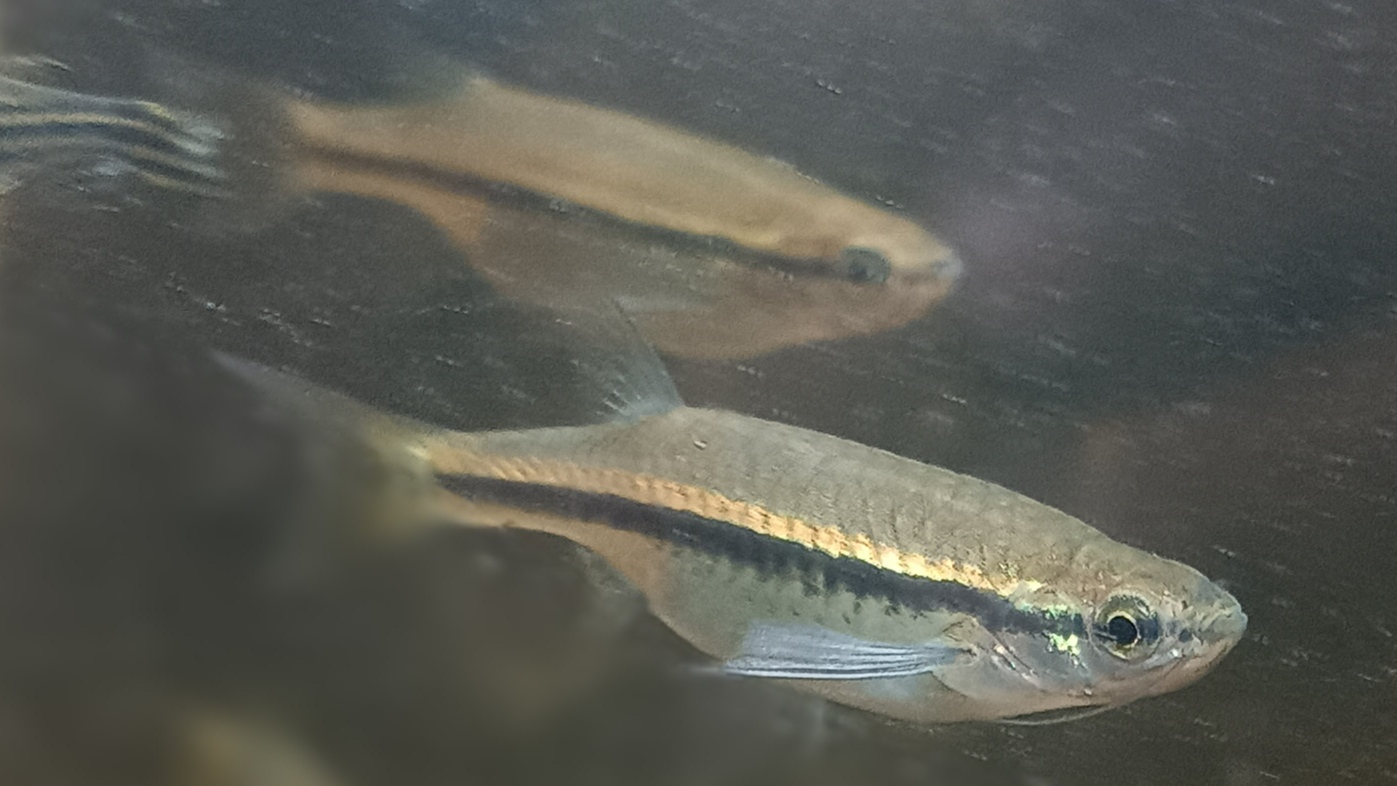
Esomus danricus
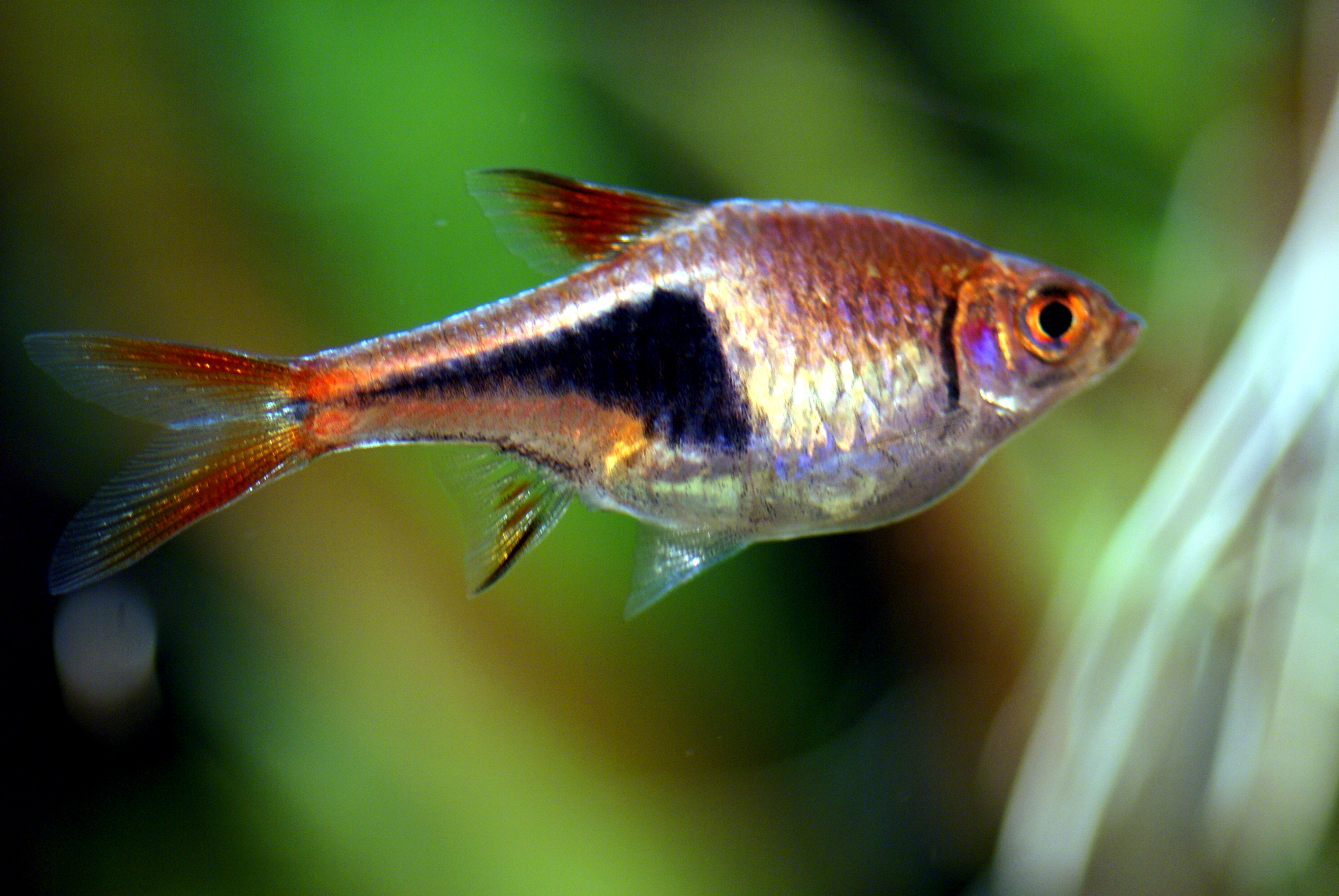
Trigonostigma heteromorpha
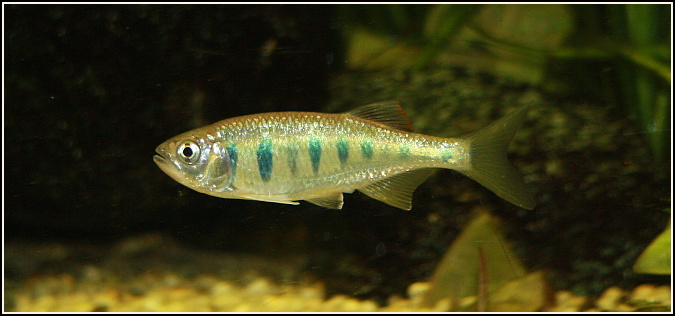
Opsarius pulchellus